# Sidney Kargbo
Sidney Kargbo (ur. 1 lipca 1986 we Freetown, Sierra Leone) – sierraleoński piłkarz grający na pozycji pomocnika, od 2011 roku występujący w FK Gəncə. Jest bratem Ibrahima Kargbo, występującego w Bakı FK. W reprezentacji Sierra Leone zadebiutował w 2006 roku. Dotychczas rozegrał w niej jeden mecz (stan na 21.12.2011).